# Veszprém városrészei

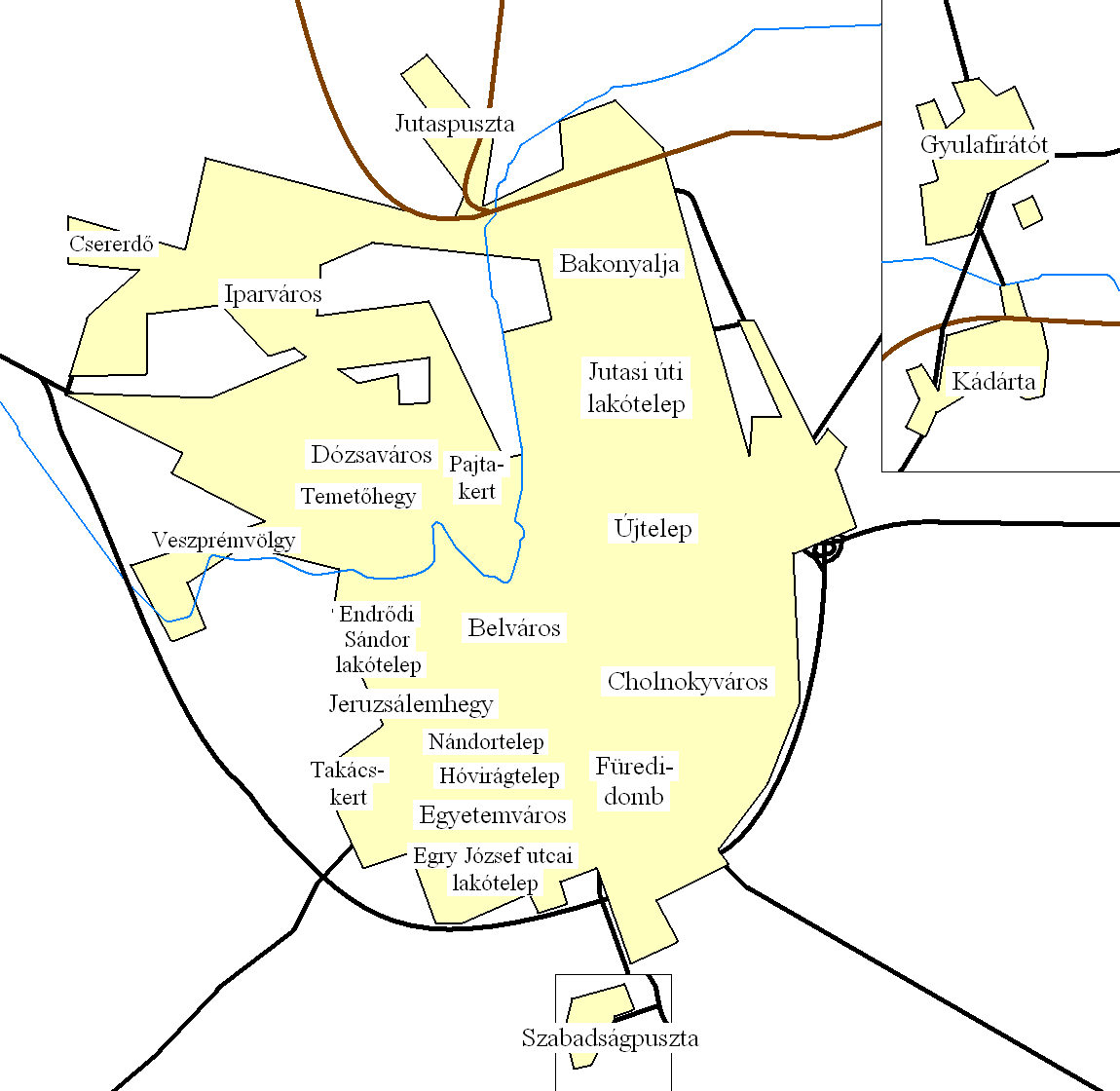
Veszprém városrészei

Veszprém városrészeinek elkülönítését és elnevezését a városi önkormányzat által 1997-ben elfogadott, A településrész-nevekről, a közterület-nevekről, egyéb utcanevekről és a házszámozásról szóló helyi rendelet  szabályozta. Eszerint Veszprém 14 városrészből és 11 „városrésznek nem minősülő területi egységből” áll.

## Történeti áttekintés
A városrészek némelyike 1997-ben új, korábban nem használt nevet kapott, ilyen például a Bakonyalja, az Egyetemváros vagy az Iparváros; más elnevezések azonban, mint a Jeruzsálemhegy vagy a Veszprémvölgy, több évszázados múltra tekintenek vissza.
A középkor végi Veszprém a váron kívül hat városrészből állt. Ez a felosztás onnan eredt, hogy a városrészek (szegek) korábban önálló települések voltak. A szegek a török időkben teljesen elpusztultak, így a középkori és újkori városrészek, illetve elnevezésük között folytonosságról nem beszélhetünk. Részletesebb leírásért lásd: Veszprém középkori városrészei.
| Név              | Elhelyezkedés                                                                  |
| Szentmargitszeg  | a Temetőhegy délnyugati lejtője                                                |
| Szentkatalinszeg | a Benedek-hegytől nyugatra és északra eső terület, a mai Margit-romok környéke |
| Szenttamásszeg   | a mai Dózsaváros középső és déli része                                         |
| Sárszeg          | a Benedek-hegytől keletre eső terület a Séd partján                            |
| Szentivánszeg    | Buhim-völgy és a Cserhát északnyugati része                                    |
| Szentmiklósszeg  | a mai Egyetemváros északi része                                                |

Sárnpék József mérnök 1855-ös várostérképén mára eltűnt városrésznevek (Hatrongyos, Cigánydomb, Sintérdomb) mellett már szerepel a Jeruzsálemhegy, a ma a belváros részét képező Cserhát és Buhim-völgy, a Tizenháromváros (ma Dózsaváros) és a Temetőhegy neve. A mai Egyetemváros északi részét akkoriban Komakútnak, a Dózsavárosnak a Margit-romokhoz vezető lejtőjét pedig Csapószernek hívták. Előbbinek az emlékét a Komakút tér, utóbbiét a Csapó utca neve őrzi.
A 19. század végén szélesebb körű elnevezések is születtek: a Séd bal partján fekvő városrészt (tulajdonképpen a mai Dózsavárost) Felsővárosnak, a jobb parti területeket pedig (a vár kivételével) együttesen Alsóvárosnak nevezték el. Ezek azonban hivatalos nevek maradtak, a köznyelvben nem igazán vertek gyökeret.
A két világháború között épült új városrészeknek előszeretettel adták a „telep” megnevezést: Újtelep, Nándortelep, Margit-telep. Előbbi kettő 1997-ben újra hivatalos névvé vált. „Ipartelep”-nek ekkoriban nem a mai Iparvárost, hanem a Füredidomb déli területeit hívták.
1945 után több városrészt is „átkereszteltek”, így a Tizenháromvárosból Dózsaváros, a Jeruzsálemhegyből Petőfiváros, az Újtelepből pedig Dimitrovváros lett. Az újonnan beépült területek ekkoriban már a „lakótelep” nevet kapták (Felszabadulás úti lakótelep, Kiss Lajos lakótelep, Cholnoky úti lakótelep), sőt a város széli puszták is (Vörös Csillag lakótelep, Szabadság lakótelep).
A rendszerváltozás után 1997-ben került sor a városrésznevek átfogó rendezésre, bár a „szalonképtelennek” gondolt lakótelepneveket (például Felszabadulás úti lakótelep) már korábban megváltoztatták. A történelmi városrészek nagy része visszakapta eredeti elnevezését, kivéve a Dózsavárost, amely már olyannyira meggyökeresedett a köznyelvben, hogy nem „keresztelték vissza”. Kérdés, hogy az újonnan alkotott, ma még sok veszprémi szemében „mesterségesnek” tűnő városrésznevek hasonló módon el fognak-e terjedni.

## Belváros

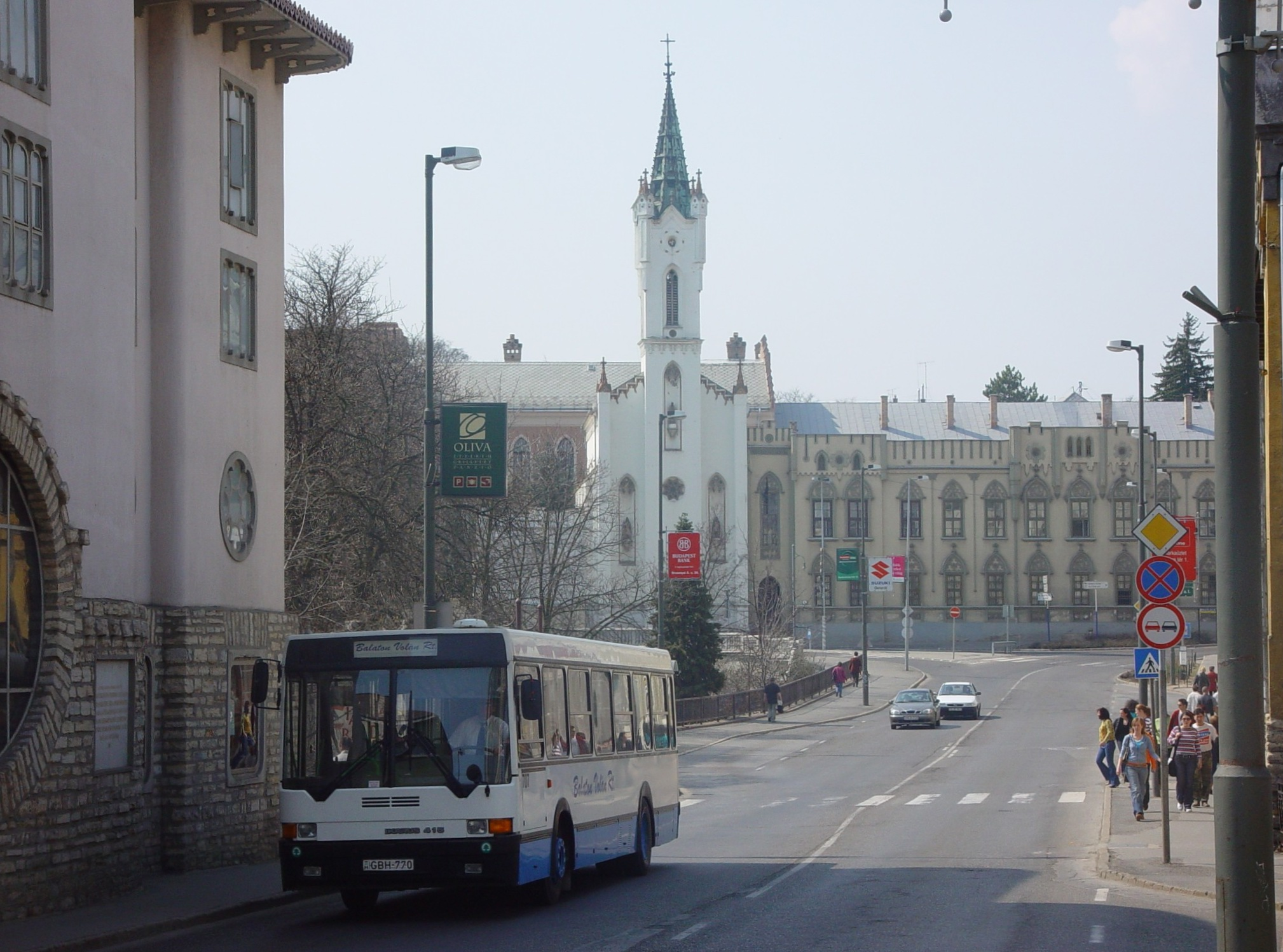
Az angolkisasszonyok temploma és iskolája (baloldalt a Petőfi Színház utcai homlokzata)

Veszprém belvárosa a város közigazgatási, közlekedési, kereskedelmi és kulturális központja. Veszprém látványosságainak túlnyomó része itt található, itt ülésezik a városi és a megyei önkormányzat, itt találkoznak a Budapest, Balatonalmádi, Balatonfüred, Tapolca, Szombathely és a vasútállomás felől a városba érkező utak, és itt van az autóbusz-pályaudvar is.
A belváros északnyugati részén, egy 40 méter magas dolomitsziklán helyezkedik el az egyetlen utcából álló vár(hegy). Az 1997-es városrész-neveket deklaráló jogszabály sajnálatos hibájának tekinthető, hogy a vár – pontosabban a Vár-hegy – számtalan történelmi –, funkcionális és műszaki jellegzetessége ellenére – nem kapott önálló –, vagy legalábbis szub-városrész lehatárolást, holott erre egyrészt a 80-as évek végén lebonyolított grandiózus várrekonstrukciós műveletek, s az ezzel párhuzamosan lebonyolított országos városrendezési tervpályázat is számos indokot fogalmazott meg.

## Dózsaváros

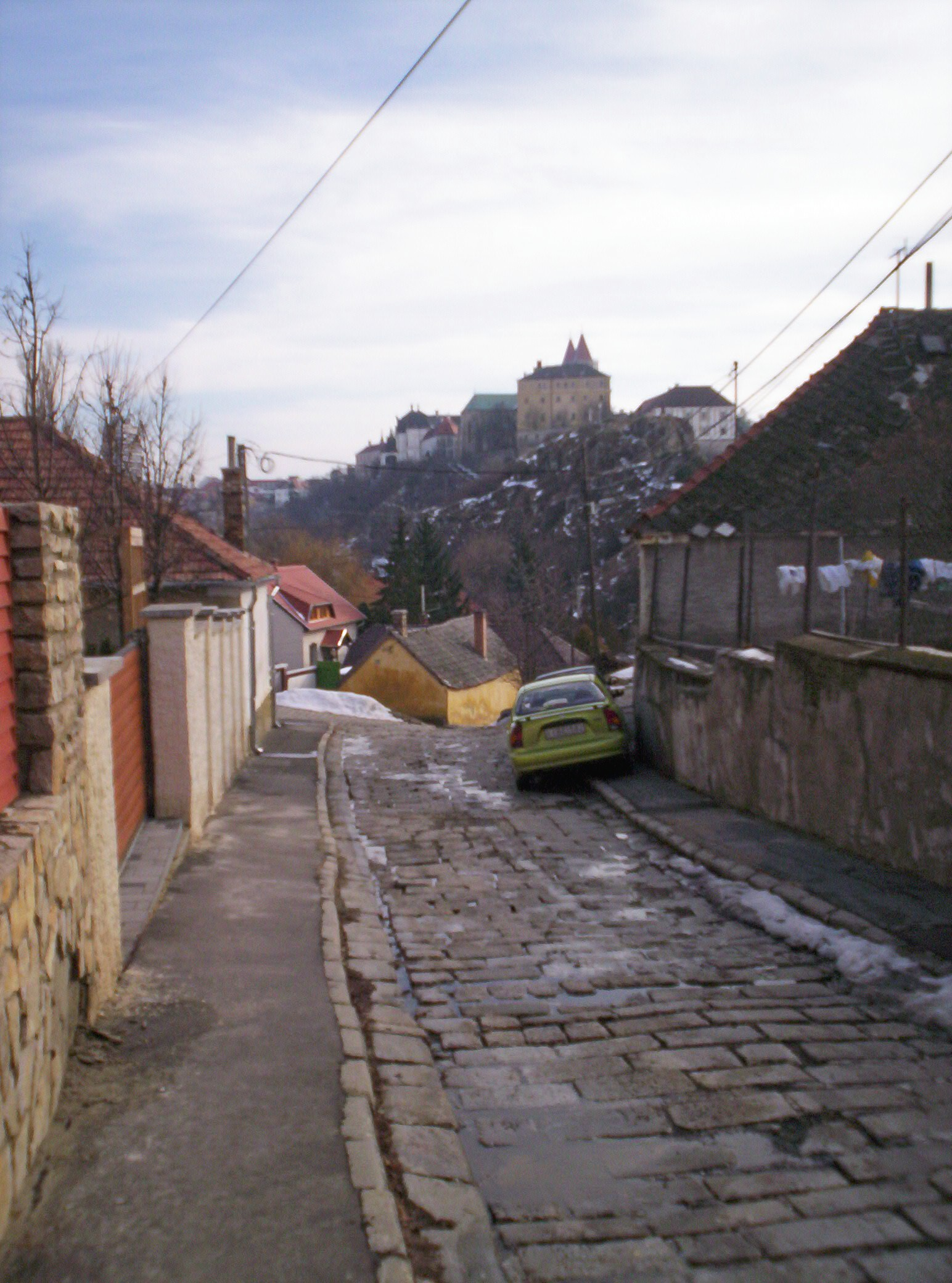
Dózsavárosi utca

A Dózsaváros Veszprém egyik legrégebben lakott városrésze. A belvárostól északnyugatra magasodó Temetőhegyen, valamint az ettől délre, délkeletre húzódó völgyekben és lejtőkön terül el. Családi házas, kertvárosi jellegű városrész; a várostól való viszonylagos különállása folytán (1938-ig, a Viadukt megépüléséig csak nehézkesen lehetett megközelíteni) számos utcája megőrizte eredeti, falusias jellegét.
A Dózsaváros városrésznek nem minősülő területi egységei:
- Temetőhegy

Nevét a délnyugati részén elterülő egykori temetőről kapta. A Táncsics Mihály utca – és folytatása, a Csalogány utca – déli és északi részre osztja. A déli résznek a Séd völgyébe húzódó lejtője a középkori Szentmargitszegre vezethető vissza, míg a hegyen található utcák 18. századi német telepítés eredményeként jöttek létre. A Temetőhegy északi területeit jórészt a második világháború után építették.
- Pajtakert (Kőképalja)

A Temetőhegyről az Aranyos-völgybe vezető lejtőn terül el. A Pajtakertből gyönyörű kilátás nyílik a várra, ezért még ma is épülnek itt új lakóövezetek.

## Jeruzsálemhegy

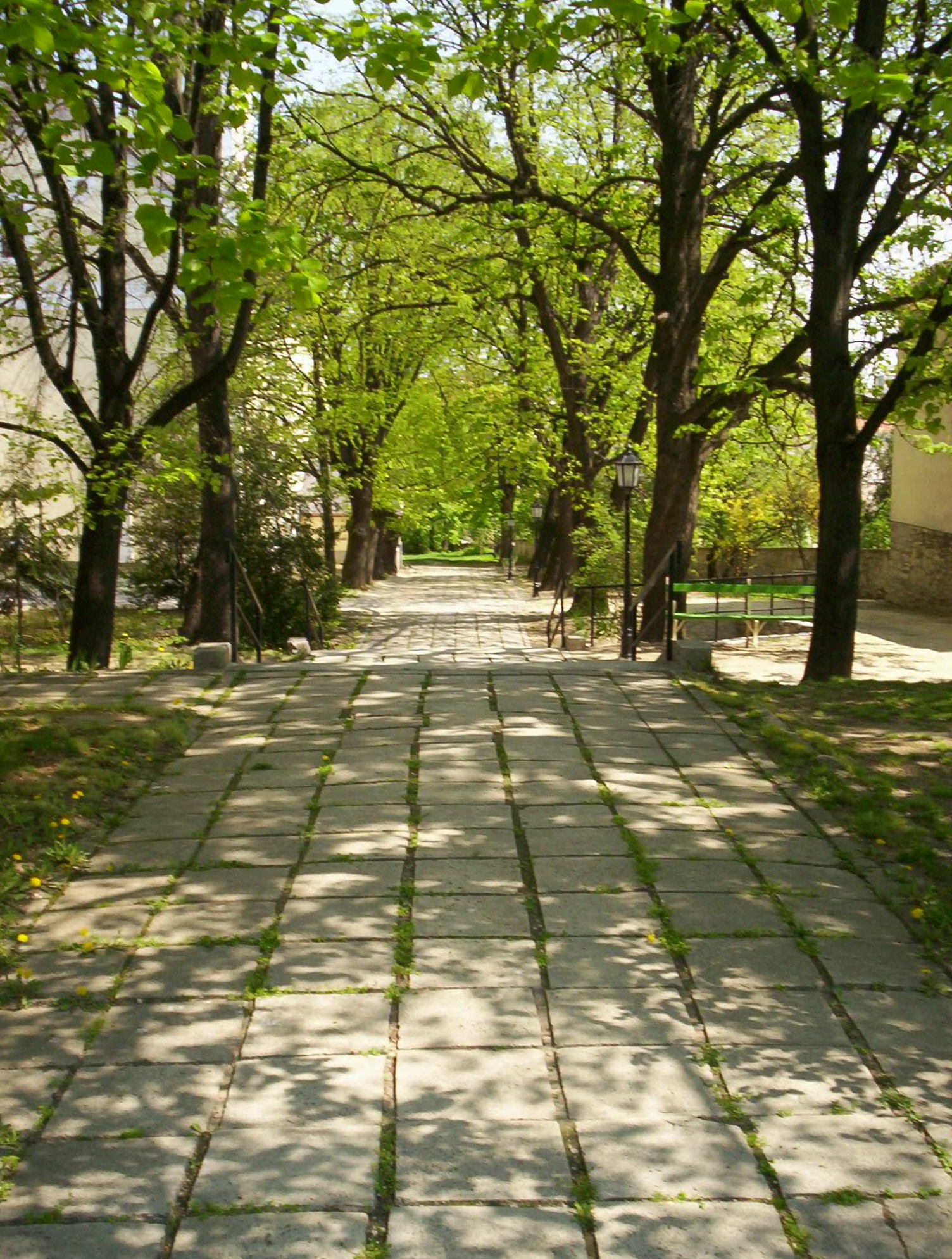
Bátorkeszi Istvánról elnevezett park a jeruzsálemhegyi református templom mellett

Veszprém látnivalókban nem bővelkedő, de egyik leghangulatosabb városrésze a vártól nyugatra eső dombon helyezkedik el. Korábban Petőfivárosnak is nevezték. A középkorban fontos stratégiai szerepe volt, mert akinek a kezére jutott, az a várat innen ágyúzhatta. Később, a 18. századi ellenreformáció idején ide telepítették ki a Veszprémben élő reformátusokat, a városrész neve valószínűleg tőlük ered. Dózsa György úti, 1784-ben épült templomuk – az akkori protestánsellenes törvényeknek megfelelően – nem az utcafronton, hanem egy kisebb udvarban áll. A városrészt a 8-as út erre való elvezetése (1936–37) kapcsolta be igazán a Veszprémen belüli és a városon áthaladó forgalomba.
A Jeruzsálemhegyhez tartozó, városrésznek nem minősülő területi egységek a következők:
- Endrődi Sándor lakótelep

Az 1970-es években, a Jeruzsálemhegy északnyugati sarkába épített kis lakótelep négyemeletes házakból áll; névadója Endrődi Sándor, a 19. század végének országosan is ismert veszprémi költője.
- Takácskert

Veszprém város dinamikus fejlődésének időszakában (a 20. sz. második felében) ez a térség egy új, tizezer lakósú városrész kialakítására lett figyelembe véve. Az akkori időben megrendezett országos városrendezési tervpályázat szellemiségében úttörő jellegű volt, mivel a várostervezők szabad lehetőséget kaptak az általuk legideálisabbnak és korszerűbbnek tartott komplex lakóterület jellegű városrész műszaki megfogalmazására. A tervpályázat szelleme és a pályaművek ötletes és újszerű megfogalmazásai nemcsak helyi, de országos sikert értek el. Azonban Veszprém város fejlődésének rendszerváltás korától kezdődő megtorpanása, majd visszaesése (folyamatos népességszám csökkenés, mérséklődő gazdasági lehetőségek, más városfejlesztési stratégia) talaján e korszerű városrész létrehozása elmaradt. Helyette a 21. század elejétől épülő, meglehetősen szerényebb, heterogén, telkes családi- és sorházas lakóterület körvonalai kezdenek kibontakozni. Az eredetileg kijelölt területen részben az állatkert, részben a városi parkerdő funkciókkal osztozik.

## Egyetemváros

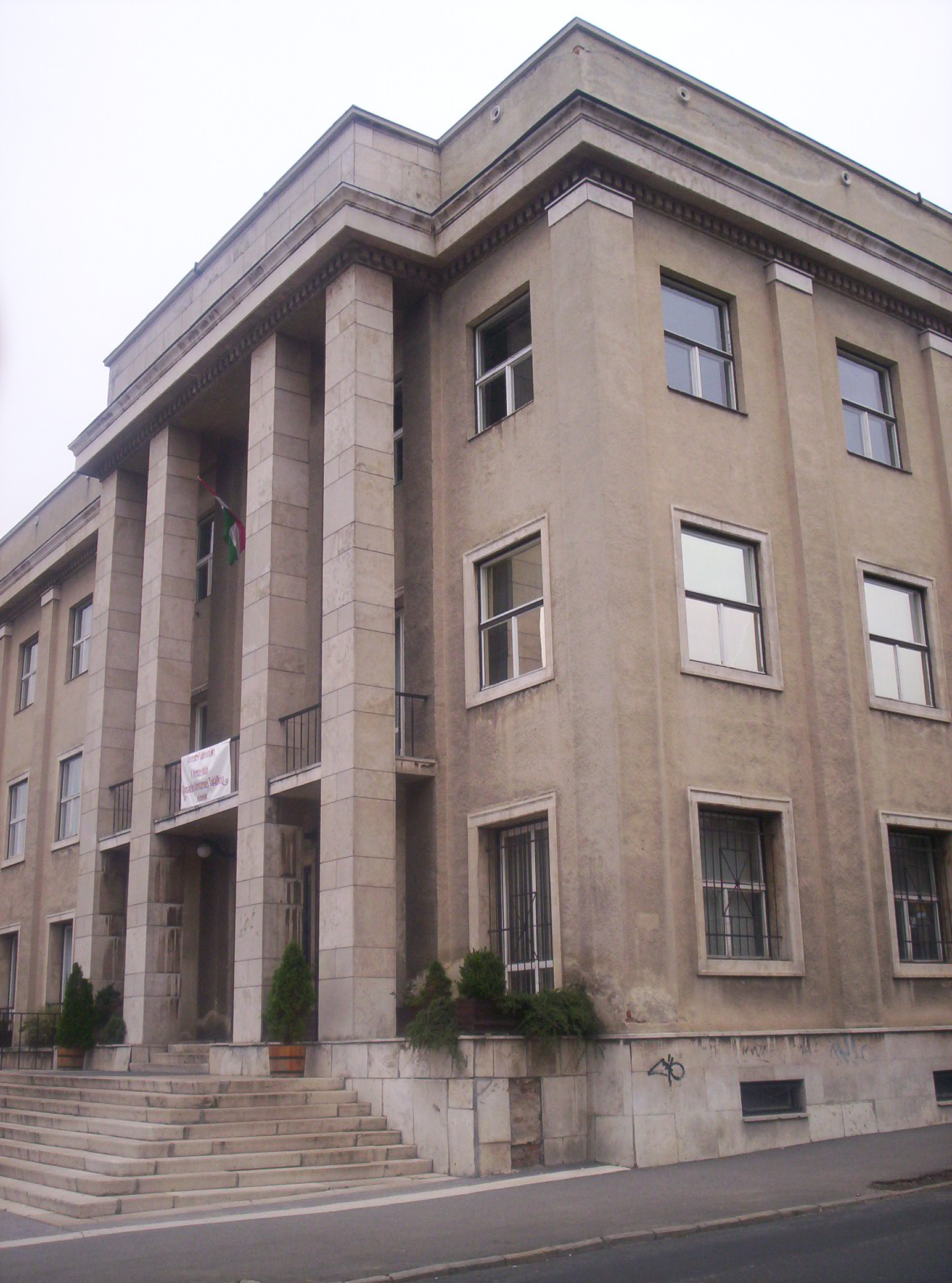
A Pannon Egyetem B épülete

Az Egyetemváros kisebb dombokon terül el a Jeruzsálemhegy és a Balatonfüred felé vezető út között. A városrész északi részei már a középkorban is lakottak voltak, de a fejlődés igazából a Pannon Egyetem elődjének, a Budapesti Műszaki Egyetem Nehézvegyipari Karának 1949-es ide telepítésével vette kezdetét. Az egyetem központi épületei az Egyetemvárosnak a Színházkerttől délre eső területén találhatók, a többi épület a városrész különböző pontjain (kettő pedig a várnegyedben) helyezkedik el.
Városrésznek nem minősülő területi egységek az Egyetemvárosban:
- Nándortelep

Az Egyetemváros északi részét alkotja, családi házainak többsége a két világháború között épült. Több telkes családiházas beépítésú épüleze a hazai provinciális szecessziós stílusjelei miatt érdemelnek figyelmet.
- Egry József utcai lakótelep

Az 1960-as és az 1970-es évek során jött létre az Egyetemváros legdélebbi részén; kertvárosi jellegű terület, vegyesen családi, sor- és négyemeletes házakkal. A lakóterület értékét az időközben felnövekedett köztéri faállomány, mérsékelt magasságú lakóépületei és humánus szellemet sugárzó jellege okozza.
- Hóvirágtelep (vagy Hóvirág lakótelep)

Neve a Hóvirág utca nevéből származik, amely elválasztja a Nándorteleptől. Három- és négyemeletes, túlnyomórészt az 1950-es években épült lakóházak alkotják. Lakókörnyezeti jellege az Egry-utihoz hasonlít.

## Füredidomb
Veszprém egyik legkisebb városrésze a Balatonfüred és Balatonalmádi irányába vezető utak közötti dombon terül el. Családi és sorházai szinte kivétel nélkül 20. századiak, a legdélebbi rész az 1990-es évekből való. Érdekesség, hogy itt haladt át az az 1969-ben megszüntetett vasútvonal, amely a mai vasútállomást (az akkori Veszprém külső pályaudvart) összekötötte a város belső területeivel és a Balatonnal. Az egykori Kisállomás épületében ma étterem működik. A Füredidombot a 20. század elején még – valószínűleg a vasút közelsége miatt is – elsősorban ipartelepnek szánták: itt kapott helyet a város kenyérgyára, sörpalackozója, TÜZÉP-telepe is, ez utóbbit később elbontották és helyén 5 szintes, ún. lakópark-típusú lakótömböt telepítettek.

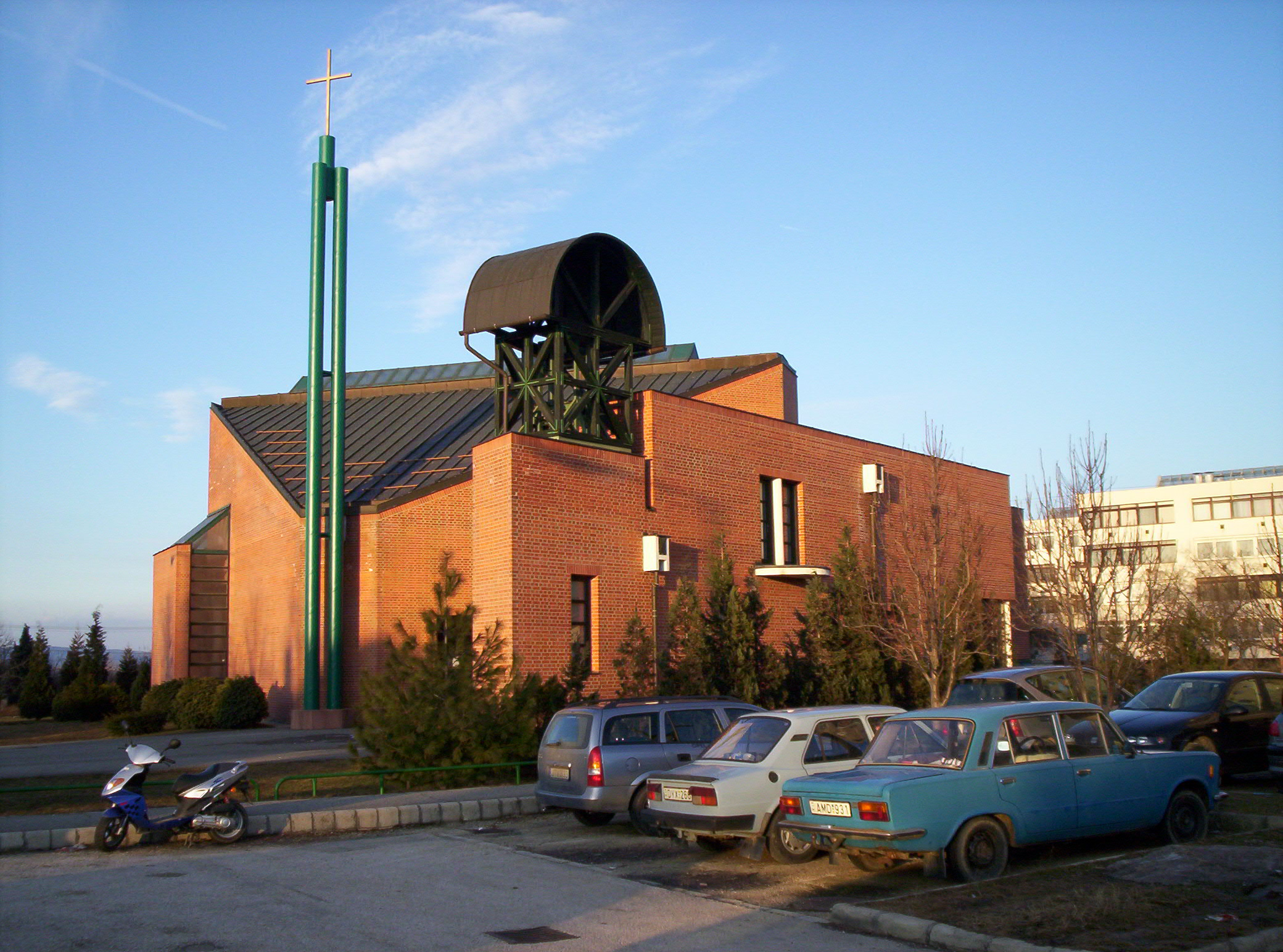
Mindszenty József-emléktemplom

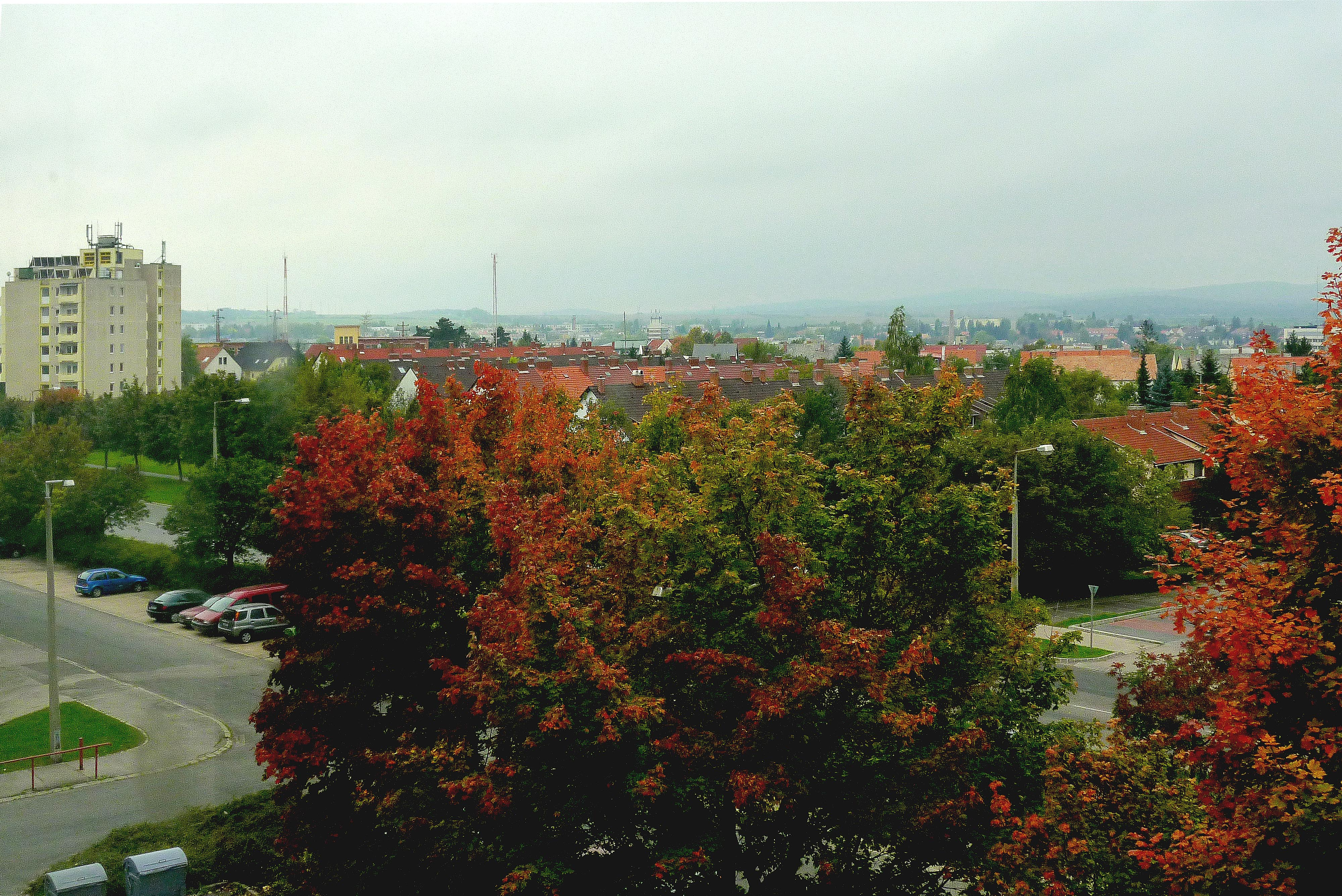
Zöldbe ágyazott városrész (KT.1986)

## Cholnokyváros
A Cholnokyváros elnevezése – hasonlóan a Füredidombéhoz – az 1990-es évekből származik, korábban ennek a városrésznek az egységeit külön nevekkel (például Cholnoky lakótelep), vagy sehogy sem jelölték. A belvárostól délkeletre található, az Almádi úttól a Budapest útig terjedő terület a Veszprémi-fennsíkon helyezkedik el. A veszprémi származású íróról és földrajztudósról, Cholnoky Jenőről elnevezett út – a belső körgyűrű része – délnyugat-északkeleti irányban szeli ketté a városrészt és kapcsolja össze a többi városrésszel; az úttól keletre az 1970-es és 1980-as évek-ből származó 5-9 szintes panel- és 2 szintes sorházakkal beépített lakóterület, nyugatra általában régebbi, 1-2 szintes családi házakat találunk.

## Újtelep
Az Újtelep a belvárostól keletre, egy alacsonyabb dombon elhelyezkedő családi házas, kertvárosias övezet; házainak többsége a 20. század első felében épült. Ennek a városrésznek a szélén haladt el egykor a (már a Füredidombnál említett) balatoni vasút; emlékét egyebek mellett az Őrház utca neve, valamint az egykori pályaudvar ma is meglévő épülete őrzi. A múlt század végén országos városrendezési tervpályázat keretében számos jó ötlet született a Balaton Volán (ma Volánbusz) autóbusz-pályaudvar elhelyezésére. A rendszerváltozást követő városvezetés azonban a kijelölt helyre a Balaton Plaza részére adta a területet, amely így a Budapest-út mellett helyezkedik el. (Az autóbusz-pályaudvar kihelyezésére pedig mindmáig nem sikerült újabb, megfelelő helyet találni.)

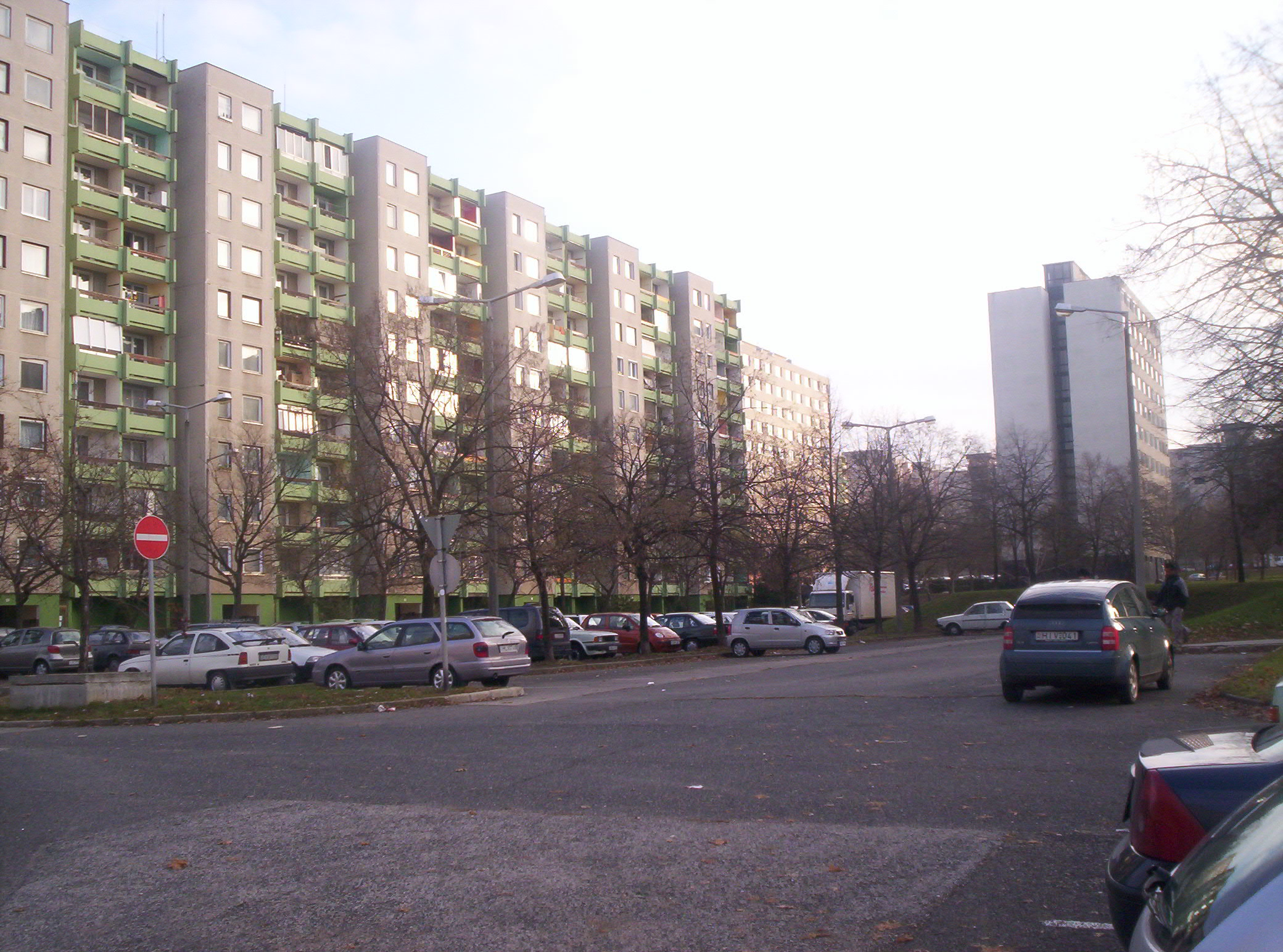
Jutasi úti lakótelep, Stromfeld Aurél utca

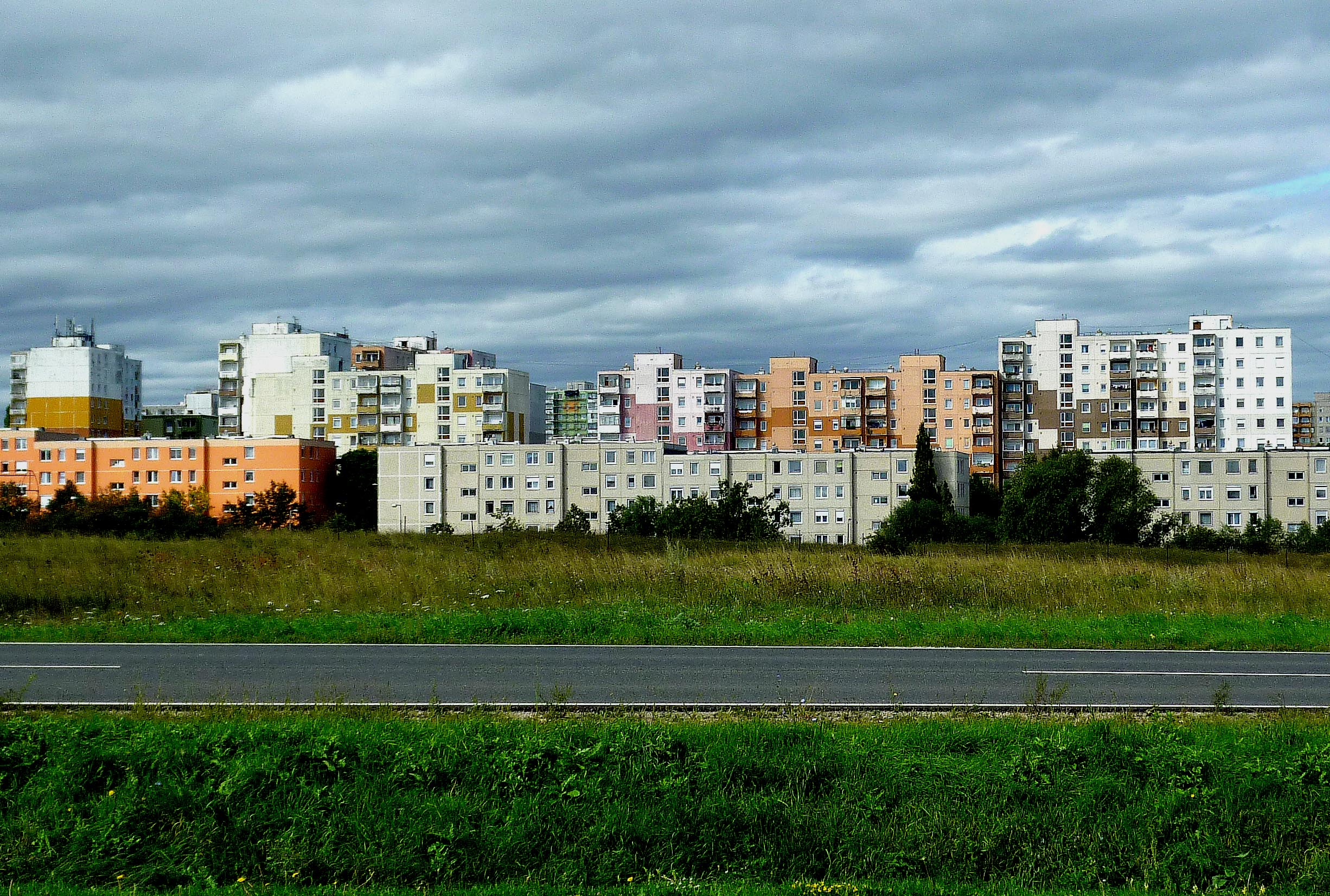
A Jutasi úti lakótelep a körgyűrű keleti szakasza felől (KT.1985)

## Jutasi úti lakótelep
A korábban – még a török időkből származó névvel – Táborállásként emlegetett, az Újteleptől északra fekvő nagyjából sík területen 1971-1979 között, három ütemben épült fel a nyugati szélén haladó útról elnevezett Jutasi úti (eredetileg Felszabadulás úti) lakótelep. Ebben a többnyire tízemeletes panelházakból álló városrészben él Veszprém lakosságának több mint egyharmada, 18 ezer fő. A helyiek gyakran "Haszkovó"-nak nevezik.

## Bakonyalja
„Bakonyalja” a Jutasi úti lakóteleptől északra elterülő városrész nemrégről származó elnevezése. Északi részén található az 1872-ben épült vasútállomás (az egykori Veszprém külső pályaudvar), délen, a Jutasi úti lakótelep szomszédságában pedig az egykor híres Jutasi Laktanya,. Tőle északra a szovjet laktanya volt, melyet a szovjet csapatok kivonulása után épületeivel együtt átépítettek. A laktanya egykori főépületébe – átépítés (2005) után – a Megyei Levéltárat helyezték át. A volt páncélos-udvar – területének rekultiválása után folyamatosan – vegyes beépítésű lakóterületként – napjainkban épül be.

## Jutaspuszta
A vasútállomástól nyugatra található családi házas lakóövezetet korábban Jutas lakótelepnek, illetve Vörös Csillag lakótelepnek is hívták. Lakossága néhány százra tehető, és – mivel folyamatosan jönnek létre új utcák és házak – növekedőben van.

## Szabadságpuszta
A Füredi út mentén helyezkedik el, a város belső területeitől 4,4 kilométeres távolságra. Népessége a 2001. január 1-jei népszámlálás idején 327 fő volt. Korábbi neve Szabadság lakótelep; a 22-es jelzésű autóbuszjárat köti össze a városközponttal.

## Iparváros
A város északnyugati részén, nyugat-keleti irányban haladó Házgyári út és az ezt a Dózsavárossal összekötő Kistó utca környéke Veszprém ipari övezete. Bár az út névadója, az egykori Házgyár már megszűnt, itt van többek között a Bakony Művek, a Continental Automotive, az Algida és a Valeo cég veszprémi telephelye, a Veszprém Megyei Napló című megyei napilap székháza, de számos (főleg raktár-) áruház is.
Az Iparváros városrésznek nem minősülő területi egysége a Csererdő, az eredetileg a Bakony Művek dolgozói részére épített, családi házas lakónegyed.

## Gyulafirátót
1977 óta Veszprém része, 2001-ben 3 217-en lakták. Neve a falut a középkorban birtokló Rátold (Rátót) és Gyulaffy családok nevéből származik. A Rátoldok által a 13. században alapított premontrei kolostornak már csak a romjai állnak.

## Kádárta
1973 óta Veszprém része, 2001-ben 1 590 lakosa volt. A – Gyulafirátóthoz hasonlóan – középkori eredetű falu határában horgásztavak találhatók.

## További, városrésznek nem minősülő területi egységek
- Veszprémvölgy (Betekints-völgy)

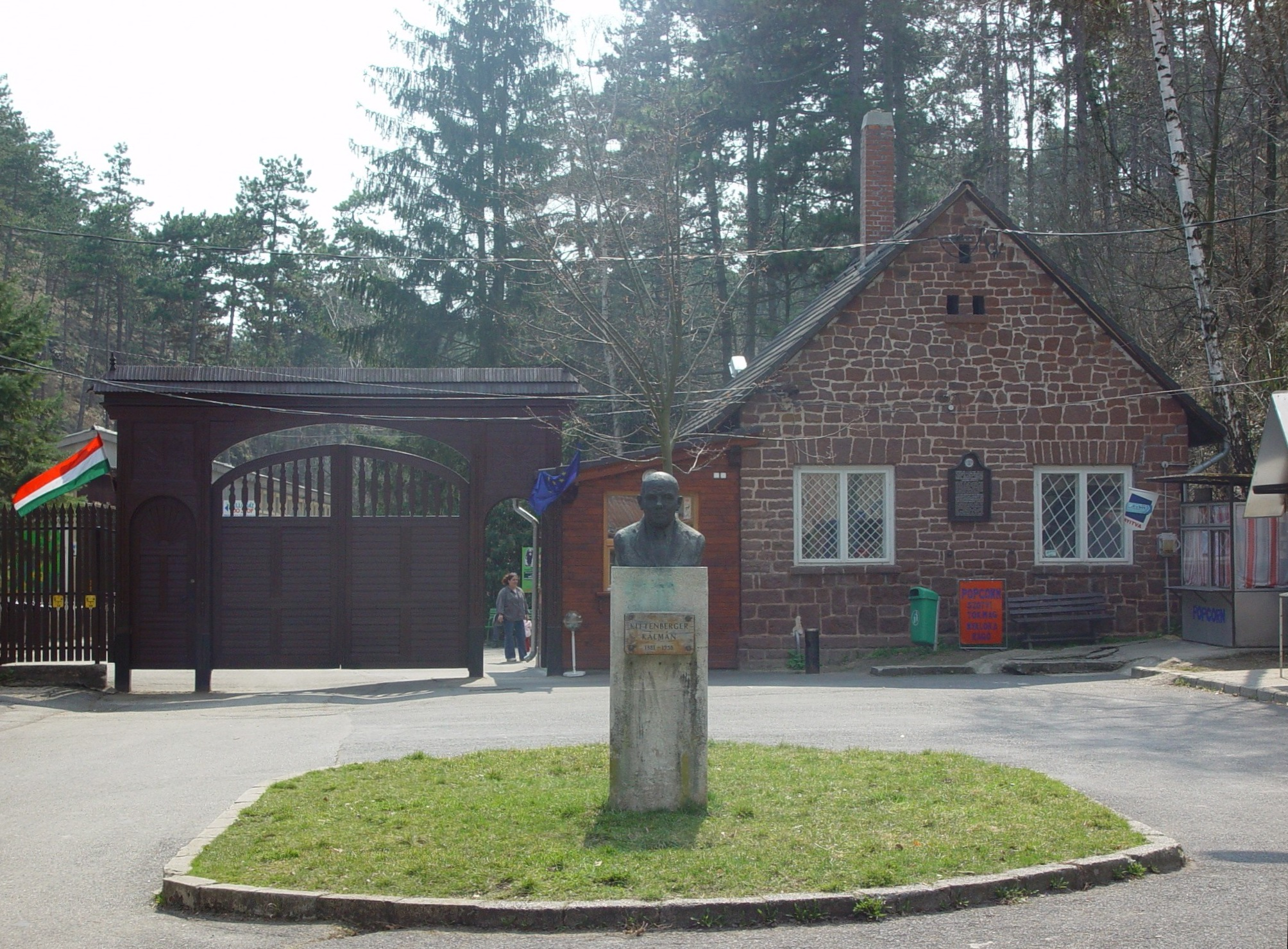
Az állatkert főbejárata Kittenberger Kálmán mellszobrával

A Dózsaváros és a Jeruzsálemhegy között húzódó völgy, az innen kiágazó Fejes-völgyben található a Kittenberger Kálmán Növény- és Vadaspark.
- Táborállás (Jutasi uttól keletre eső vegyes családiházas terület)
- Reptér

A korábban Szentkirályszabadjához tartozó, mára megszűnt katonai repülőtér területe.
- Csatár

Veszprém szőlőhegye a város nyugati határán. Népessége 2001-ben 98 fő volt, de további 420, folyamatosan nem lakott üdülő is található itt.